# Kolegium Emericanum
Kolegium (Collegium) Emericanum (či jen Emericanum, hovorově též Emerikán) je název budovy a někdejší školy pro římskokatolické duchovní. Renesanční stavba z první poloviny 17. století se nachází na Kapitulské ulici v historickém centru Bratislavy.

## Historie
V roce 1637 se ostřihomským arcibiskupem stal Imrich Lósy (kolem roku 1580 – 1642), pocházející ze západomaďarské obce Nagylózs. Horlivý zastánce protireformace a důsledný pokračovatel duchovního díla arcibiskupa Petra Pázmaně se významnou měrou zasloužil o rozvoj kultury a církevního školství v Horním Uhersku. Z jeho podnětu byl v Bratislavě založen seminář, který ve svém názvu nesl jméno svého zakladatele - Collegium Emericanum. Zasvěcený byl arcibiskupově osobnímu patronovi svatému Emerichovi. Posláním semináře bylo vzdělávání a příprava laických kněží ostřihomské arcidiecéze na své duchovní povolání.
Studium na kolegiu absolvovalo více významnýh kulturních představitelů, např. básník Ján Hollý či pozdější ostřihomský arcibiskup Alexander Rudnay.
Budova školy byla postavena v renesančním slohu v letech 1641–1642 na místě někdejšího středověkého domu. Vypracováním projektu pověřil římského jezuitského architekta Giacoma Ravu a jeho syna Giovanniho.
Třípatrová budova na obdélníkovém půdorysu se svým jednoduchým průčelím otevírá do Kapitulské ulice. Budova je bez výraznějších architektonických či ozdobných prvků. Z architektonického hlediska zaujme především mohutný portál vpravo. V horní části je ozdoben plastickým biskupským erbem arcibiskupa Imricha Lósyho. Pod vodorovnou portálovou římsou je výrazný nápis s datováním: SEMINARIVM S. EMERICI DVCIS MDCXLI (Seminár svätého Imricha kniežaťa 1641)). Nároží budovy zdobí bosáž.
Budova Kolegia je významnou památkou nejen z architektonického hlediska, ale také jako důležitý svědek duchovně-uměleckého rozvoje Bratislavy v 17. století. Spolu s nedaleko stojící katedrálou svatého Martina, budovou Římskokatolické cyrilometodějské bohoslovecké fakulty a přes ulici ležícím jezuitskou kolejí tvoří soubor významných památek duchovního charakteru historického centra Bratislavy.